# Namibia tại Thế vận hội
Namibia tham dự Thế vận hội lần đầu vào năm 1992, và đã liên tục gửi các vận động viên (VĐV) tới các kỳ Thế vận hội Mùa hè kể từ đó. Quốc gia này chưa từng tham gia Thế vận hội Mùa đông.
Namibia đã có 4 huy chương bạc Olympic, tất cả đều là thành tích của VĐV điền kinh Frankie Fredericks.
Ủy ban Olympic quốc gia của Namibia được thành lập năm 1990 và được công nhận bởi Ủy ban Olympic Quốc tế năm 1991.

## Bảng huy chương

### Huy chương tại các kỳ Thế vận hội Mùa hè
| 1896–1988           | không tham dự | không tham dự | không tham dự | không tham dự | không tham dự | không tham dự |
| Barcelona 1992      | 0             | 2             | 0             | 2             |               |               |
| Atlanta 1996        | 0             | 2             | 0             | 2             |               |               |
| Sydney 2000         | 0             | 0             | 0             | 0             |               |               |
| Athens 2004         | 0             | 0             | 0             | 0             |               |               |
| Bắc Kinh 2008       | 0             | 0             | 0             | 0             |               |               |
| Luân Đôn 2012       | 0             | 0             | 0             | 0             |               |               |
| Rio de Janeiro 2016 | 0             | 0             | 0             | 0             |               |               |
| Tokyo 2020          | chưa diễn ra  |               |               |               |               |               |
| Tổng số             | 0             | 4             | 0             | 4             |               |               |

### Huy chương theo môn
| Điền kinh | 0 | 4 | 0 | 4 |
| Tổng số   | 0 | 4 | 0 | 4 |

## Các VĐV giành huy chương
| Huy chương | Tên VĐV            | Thế vận hội    | Môn thi đấu | Nội dung      |
| ---------- | ------------------ | -------------- | ----------- | ------------- |
| Bạc        | Frankie Fredericks | Barcelona 1992 | Điền kinh   | 100 mét (nam) |
| Bạc        | Frankie Fredericks | Barcelona 1992 | Điền kinh   | 200 mét (nam) |
| Bạc        | Frankie Fredericks | Atlanta 1996   | Điền kinh   | 100 mét (nam) |
| Bạc        | Frankie Fredericks | Atlanta 1996   | Điền kinh   | 200 mét (nam) |